# مارك ديفيز (منافس ألعاب قوى)
مارك ديفيز (بالإنجليزية: Mark Davies)‏ هو منافس ألعاب قوى أسترالي، ولد في 30 يونيو 1960 في داروين في أستراليا، وتوفي بنفس المكان في 8 يناير 2011.